# Татаринів
Татаринів — село в Україні, в Львівському районі Львівської області. Населення становить 586 осіб. Село мало назву Рубанівка з 1944 по 1992.

## Населення
В селі зареєстровано 318 осіб у 2025 році.

## Церква Покрови Пресвятої Богородиці
В селі знаходиться дерев'яна церква Покрови Пресвятої Богородиці 1714 року.
Вперше дані про місцеву церкву є в документах від 1515 року. Як свідчить різьблений напис на надпоріжнику південних дверей в наву: «Цей дім Божий збудований Року Божого 1714 місяця квітня дня 5 за ієрея священого Якова Козловського Зятя Тучна…». У 1780 р. власник маєтків граф Михайло-Казимир Огінський надав церкві презенту, тобто закріпив документально її права на землі. У 1938 р. до церкви належали 1520 парафіян греко-католиків. З 1951 до 1989 стояла зачиненою. Церква в користуванні громади УГКЦ.
На південь від церкви розташована дерев'яна триярусна дзвіниця оборонного типу під наметовим дахом, збудована майстром Стефаном Кагуєм у 1923 році (згідно напису на її стовпах зсередини). У 1936 церковна громада придбала великий дзвін «Іван», який був відлитий у відомій ливарні Фельчинських у Перемишлі.